# 아베 드 생피에르

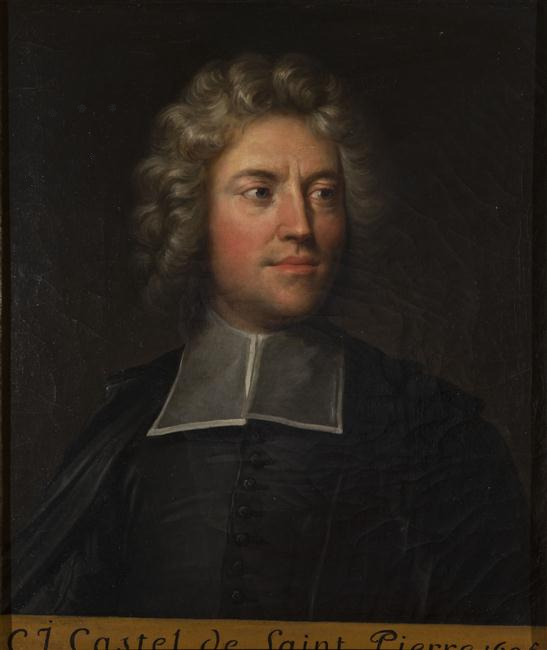

아베 드 생피에르(Charles-Irénée Castel de Saint-Pierre, 1658년 2월 18일 ~ 1743년 4월 29일)는 프랑스의 작가이다. 그의 시기에 주 아이디어가 소설이었다. 평화를 유지하자는 제안을 국제 기구에 냈다. 장자크 루소와 이마누엘 칸트에 영향을 주었다.